# Pseudanthias lunulatus
Pseudanthias lunulatus là một loài cá biển thuộc chi Pseudanthias trong họ Cá mú. Loài này được mô tả lần đầu tiên vào năm 1973.

## Phân bố và môi trường sống
P. lunulatus có phạm vi phân bố ở Ấn Độ Dương. Loài cá này được tìm thấy rải rác ở một vài vị trí sau: vùng bờ biển Somalia; bờ biển phía đông bắc Sudan; Maldives; Mauritius; đảo Bali, Indonesia. Chúng sống xung quanh các rạn san hô ở độ sâu khoảng 50 m trở lại.

## Mô tả
P. lunulatus có chiều dài cơ thể tối đa được ghi nhận là gần 8 cm. Đầu và thân cá đực màu đỏ; đốm vàng nhỏ trên mỗi vảy. Đốm hình tam giác màu vàng viền đỏ tía bên dưới gai vây lưng. Vây lưng và vây hậu môn có màu vàng nhạt; chóp vây lưng màu hồng trong. Vây đuôi màu đỏ nhạt, mép thùy trên và dưới màu hồng. Mống mắt màu vàng tươi. Có sọc màu vàng viền đỏ tía từ phía trước hàm trên đến mép dưới của mắt, từ đó trải dài đến gốc vây ngực; vây bụng trong suốt.
Số gai ở vây lưng: 10; Số tia vây mềm ở vây lưng: 16 - 18; Số gai ở vây hậu môn: 3; Số tia vây mềm ở vây hậu môn: 8 - 9; Số gai ở vây bụng: 1; Số tia vây mềm ở vây bụng: 5; Số tia vây mềm ở vây ngực: 16 - 18; Số vảy đường bên: 47 - 50.